# Lingga-Riau
Il sultanato di Lingga-Riau, detto anche sultanato di Riau-Lingga o semplicemente sultanato di Lingga (in lingua aceh: Kesultanan Riau-Lingga, in jawi: کسلطانن رياوليڠݢ) fu un sultanato esistito nell'attuale Indonesia, tra il 1824 e il 1911.
Il sultanato venne costituito come risultato della partizione del sultanato di Johor che separò l'area peninsulare di Johor con Singapore, dall'arcipelago di Riau. Questa partizione fece seguito a una disputa per la successione al trono dopo la morte del sultano Mahmud III di Johor, quando Abdul Rahman venne incoronato primo sultano di Lingga-Riau. Il regno venne riconosciuto sia dalle autorità inglesi che da quelle olandesi nel trattato anglo-olandese del 1824.

## Il territorio
Dopo la ripartizione dallo stato di Johor e la rinuncia ai diritti sull'entroterra peninsulare, il sultanato fu a tutti gli effetti uno stato marittimo. Il dominio del sultanato di Riau si estendeva nell'arcipelago di Riau, nelle isole di Lingga e nell'arcipelago Tudjuh, includendo Batam, Rempang, Galang, Bintan, Combol, Kundur, Karimun, Bunguran, Lingga, Singkep, Badas, Tambelan, Natuna, Anambas e molte altre isole minori. Vi erano anche dei possedimenti a Igal, Gaung, Reteh e Mandah presso la reggenza di Indragiri, sull'entroterra di Sumatra. Tutti questi territori rispondevano a un Datuk Kaya (nobilen), noto col titolo di emiro (equivalente a quello occidentale di visconte) scelto dal sultano o dall'aristocrazia.

## Storia

### Prima del sultanato

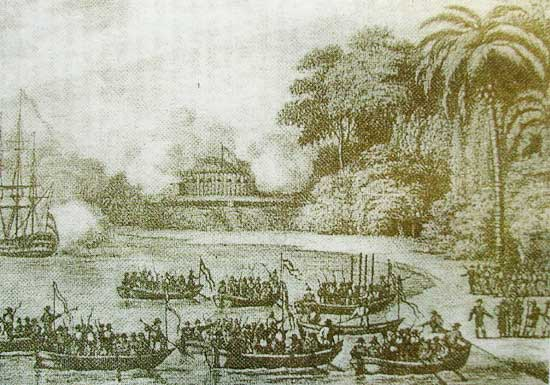
La regione fu testimone del trionfo di Haji Fisabillah di Johor-Riau durante la sua battaglia contro la Compagnia olandese delle Indie orientali il 6 gennaio 1784 presso Tanjung Pinang, Riau. Fu la più grande campagna militare nello stretto di Malacca durante il XVIII secolo.

L'arcipelago di Riau divenne parte dell'Impero di Malacca dopo l'espansione di Tun Perak nel XV secolo, a seguito del declino dell'impero Srivijaya. Dopo la caduta di Malacca nelle mani dei portoghesi, l'asse del potere regionale passò al sultanato di Johor. Durante l'età d'oro di Johor, il regno occupava quasi metà della penisola malese, la parte orientale di Sumatra, Singapore, l'isola di Bangka, Jambi e le isole dell'arcipelago di Riau.
Secondo gli "Annali di Johor" del 1849, il 27 settembre 1673 l'Laksamana (ammiraglio) di Johor, Tun Abdul Jamil, ottenne l'ordine da Abdul Jalil Shah III di fondare un insediamento a Sungai Carang, Ulu Riau, sull'isola di Bintan. L'insediamento divenne poi noto col nome di Riau Lama. Inizialmente una fortezza per proteggere l'impero Johor, successivamente Riau Lama prosperò e divenne un porto per il commercio regionale molto popolare nello stretto di Malacca.
Ulu Riau divenne la capitale del regno di Johor durante il regno del sultano Ibrahim quando questi spostò la capitale da Batu Sawar, Kota Tinggi nell'area peninsulare di Johor dopo che la vecchia capitale era stata saccheggiata dalle forze del sultanato di Jambi il 4 ottobre 1722. Riau Lama rimase quindi la capitale dell'impero per 65 anni, dal 1722 al 1787.
L'importanza dell'isola di Lingga ebbe inizio durante il regno di Mahmud Shah III. Nel 1788, questi spostò la capitale da Riau Lama, Ulu Riau, Bintan a Daik, Lingga. Il sultano fece questo credendo che le forze coloniali olandesi nell'area lo stessero riducendo ad un loro sottoposto. Richiese quindi anche l'aiuto del suo distante parente, Raja Ismail, governante di Tempasuk per dare inizio ad una campagna contro gli olandesi. Per paura di vendette da parte degli europei, questi organizzò un trasferimento di massa di oltre 2000 persone sull'isola di Lingga ed altre 1000 a Terengganu. Quando gli olandesi giunsero infine a Riau, vi erano rimasti solo alcuni agricoltori cinesi che persuasero gli olandesi a non dare la caccia ai malesi.
Il sultano si dedicò quindi allo sviluppo della sua nuova capitale a Lingga, accogliendo a braccia aperta nuove persone che desideravano abitarvi. Dato Kaya Megat venne nominato quale nuovo Bendahara di Lingga, e promosse la costruzione di strade e costruzioni per il servizio pubblico. Lo stato trovò una nuova ricchezza con la scoperta di giacimenti di stagno presso Singkep. A quel punto, si gli inglesi che gli olandesi avanzarono delle pretese sull'isola di Lingga, ma per la rivalità sviluppatasi il sovrano locale continuò a favorire i primi nel commercio di stagno, gambir e spezie.

### La crisi di successione ed il sultano Abdul Rahman

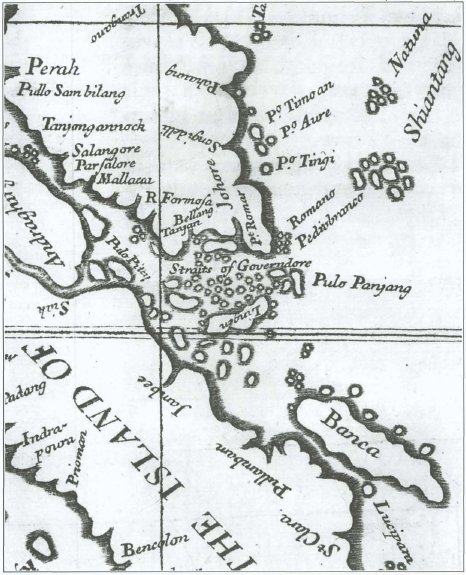
"A Map of the Dominions of Johore and of the Island of Sumatra with the Adjacent Islands" (1727), di Alexander Hamilton. La mappa venne realizzata prima delle partizioni del 1824.

Nel 1812, il sultanato di Johor ebbe una crisi di successione. La morte di Mahmud Shah III a Lingga senza eredi, fece sì che secondo la tradizione il suo successore avrebbe dovuto presenziare al letto di morte dell'ultimo sovrano. Ad ogni modo all'epoca della morte del sultano Mahmud Shah III, il principe ereditario, Tengku Hussein, si trovava a Pahang per celebrare il suo matrimonio con la figlia del Bendahara (governatore) locale. L'altro candidato al trono erano il fratellastro di Tengku Hussein, Tengku Abdul Rahman. A complicare le cose, nessuno dei due candidati era di totale sangue reale. La madre di Tengku Hussein, Cik Mariam, era una schiava concubina di origini balinesi, come pure la madre di Tengku Abdul Rahman, Cik Halimah. L'unica regina consorte legittima di Mahmud era stata Engku Puteri Hamidah, il cui unico figlio era morto un'ora dopo la nascita.
Nel caos che seguì la morte del sultano, Engku Puteri avrebbe dovuto a detta di molti installare Tengku Hussein quale successore del padre, in quanto questi era risultato il preferito dal defunto monarca. Sulla base dell'adat, il consenso di Engku Puteri sarebbe risultato cruciale, ma il viceré del sultanato, Yang Dipertuan Muda, supportò il riluttante Tengku Abdul Rahman, dichiarando di averne ricevuto conferma sul letto di morte dal sultano.
A questo punto si inserì anche la rivalità tra coloni inglesi e olandesi. Gli inglesi avevano già ottenuto Malacca dagli olandesi a seguito del Trattato dell'Aia del 1795 e pensavano di sfruttare l'opportunità di questa crisi per incrementare la loro influenza sulla regione. Questi supportarono l'incoronazione di Tengku Hussein a Singapore, il quale prese il titolo di Hussein Shah di Johor. Gli inglesi si interessarono molto all'amministrazione di Johor tra il 1812 ed il 1818 ed il loro intervento finì per rafforzare effettivamente la loro influenza nell'area. Gli inglesi riconobbero Johor come stato sovrano ed offrirono alla regina vedova Engku Puteri la somma di 50.000 Ringgits per farsi consegnare le regalie del sovrano, i simboli del potere che legittimavano la successione del nuovo sultano.

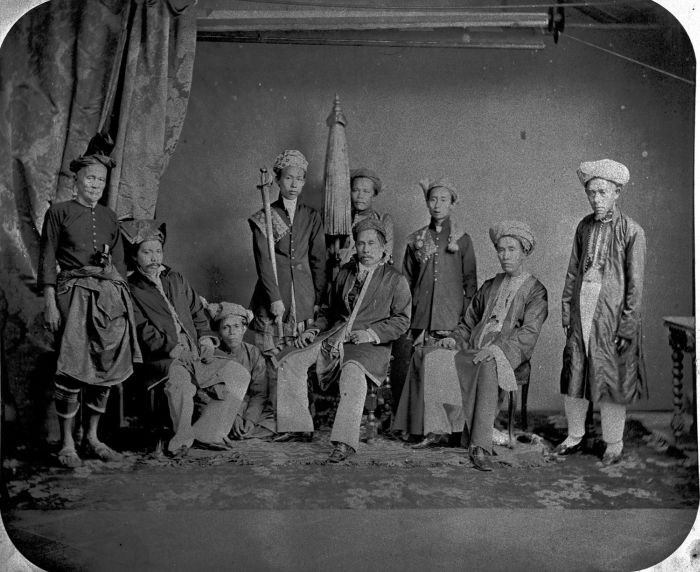
Nobili del sultanato di Riau-Lingga col sultano Sulaiman II (seduto al centro) (c.1867)

Vedendo il vantaggio diplomatico che gli inglesi avevano tratto dal caos originatosi nella regione, gli olandesi risposero a loro volta supportando l'incoronazione di Tengku Abdul Rahman a nuovo sultano. Questi ottennero anche dal Congresso di Vienna il ritiro del riconoscimento dato dall'Inghilterra al loro sovrano. Gli olandesi riuscirono ad ottenere anche l'esclusiva commerciale nell'area, sbaragliando completamente gli inglesi e piazzando una guarnigione stabile di truppe coloniali presso Riau. Con questa mossa gli olandesi si assicurarono anche il diretto intervento del Regno dei Paesi Bassi nelle future nomine dei sultani di Johor. Questo accordo venne sottoscritto da Yang Dipertuan Muda Raja Jaafar in rappresentanza del sultano Abdul Rahman, ma senza che questi avesse effettivamente dato il proprio consenso all'operazione o ne fosse a conoscenza.

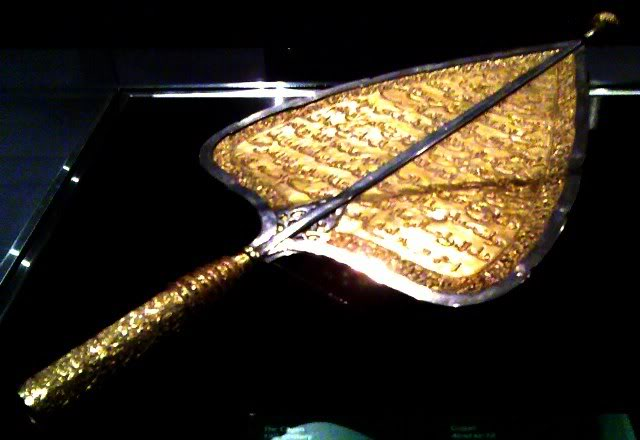
Il cogan, una delle regalie di Johor. L'incoronazione del sultano era l'unico momento in cui le regalie venivano utilizzate. Questo portò sia inglesi che olandesi a battagliare per ottenere, ciascuno per il proprio candidato al trono, di ottenere l'uso delle regalie dalla regina vedova Engku Puteri Hamidah.

Poco dopo l'offerta inglese, gli olandesi e Yang Dipertuan Muda tentarono disperatamente di riottenere le regalie dalla regina vedova Engku Puteri. Un riluttante Abdul Rahman, pur non credendo di essere l'erede legittimo, decise di muoversi da Lingga a Terengganu, dicendo di volervisi portare per celebrare le proprie nozze. Gli olandesi, che desideravano il controllo dell'impero Johor, temendo di perdere l'occasione in assenza delle regalie, ordinarono a Timmerman Tyssen, governatore della Malacca olandese, di assediare Penyengat nell'ottobre del 1822 e di spostare le regalie da Tengku Hamidah con la forza. Le regalie erano tenute nel forte del principe ereditario a Tanjung Pinang. Engku Puteri quando seppe del fatto scrisse una lettera a Godert van der Capellen, governatore olandese di Batavia. Con le regalie nelle mani degli olandesi, Abdul Rahman venne invitato da Terengganu e proclamato nuovo sovrano di Johor, Riau-Lingga e Pahang il 27 novembre 1822. Il legittimo erede era ora Abdul Rahman, anziché Hussein che era stato supportato dagli inglesi.
Questo portò inevitabilmente ad una divisione dell'impero di Johor sulla base del trattato anglo-olandese del 1824, col quale la regione a nord dello stretto di Singapore, inclusa l'isola di Singapore e Johor, passarono sotto l'influenza inglese, mentre la parte a sud con Riau e Lingga rimase controllata dagli olandesi. Installando due sultani nello stesso regno, inglesi e olandesi distrussero a tutti gli effetti la politica locale per soddisfare le loro ambizioni coloniali.
Secondo i termini del trattato, Tengku Abdul Rahman venne incoronato sultano di Lingga-Riau col nome di Abdul Rahman, con sede a Daik, Lingga. Tengku Hussein, venne installato con il protettorato degli inglesi come sultano di Johore e governò su Singapore e sulla parte peninsulare di Johor. Cedette poi Singapore agli inglesi in cambio del loro supporto militare. Entrambi i sultani uscirono dallo scontro come "re-fantocci" delle potenze coloniali dell'area.

### Il sultano Mahmud IV e la crisi del 1857

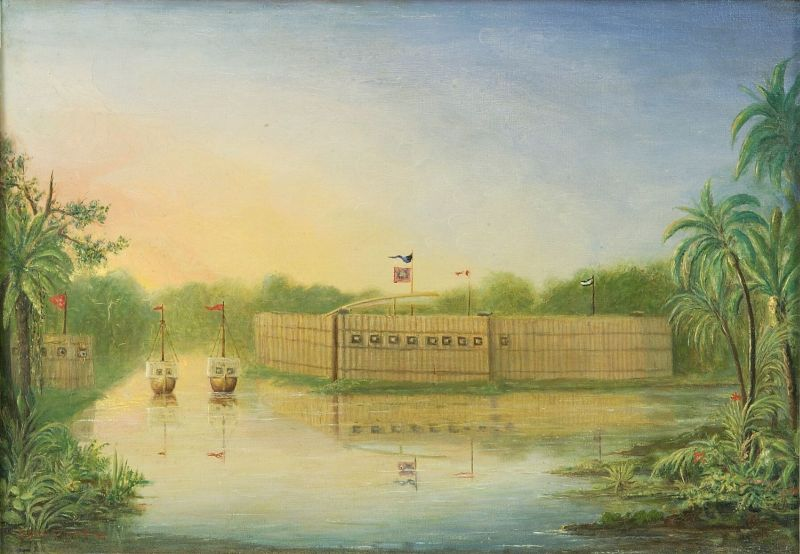
Un forte militare a Reteh, Indragiri, nell'entroterra di Sumatra (c. 1857). Uno dei territori parte del sultanato. Il forte venne costruito da Tengku Sulung per il controllo dell'area contro gli olandesi che desideravano occupare l'area.

Durante il regno di Mahmud IV, si svilupparono delle crescenti tensioni con gli amministratori olandesi. Il sultano sentiva che il suo regno era sempre più manipolato dagli olandesi e da Yang Dipertuan Muda. Questi più e più volte si portò a Singapore, a Terengganu ed a Pahang per ottenere il riconoscimento da parte degli inglesi contro la casa di Riau, proponendosi anche come sovrano alternativo a Hussein Shah di Johor. Le azioni del sultano vennero viste con sospetto dagli inglesi che avvisarono gli olandesi che il loro vassallo stava cercando di sovvertire quanto prescritto dal trattato anglo-olandese del 1824. Arrabbiati ed imbarazzati dal comportamento del sultano, gli olandesi gli proibirono di spostarsi senza il loro consenso, ma il sovrano sovvertì anche questo ordine.
La crisi raggiunse il suo picco nel 1857 quando, dopo la morte di Yang Dipertuan Muda, il sultano ritardava nel nominare il suo successore. Il sultano non aveva approvato nessuno dei candidati proposti dalla famiglia di Yang Dipertuan Muda e tentò dapprima di nominare un candidato proveniente da Singapore e poi disse anche che le rendite di Yang Dipertuan Muda sarebbero servite per pagarlo. Il colpo finale avvenne quando questi decise di salpare alla volta di Singapore senza nominare un viceré, malgrado le proibizioni degli olandesi. Gli olandesi decisero quindi di deporre il sovrano il 7 ottobre 1857 mentre questi si trovava a Singapore dove il sovrano rimase, cercando una mediazione col governo olandese, ma gli inglesi decisero di non interferire nella faccenda.

### Il sultano Badrul Alam Syah II

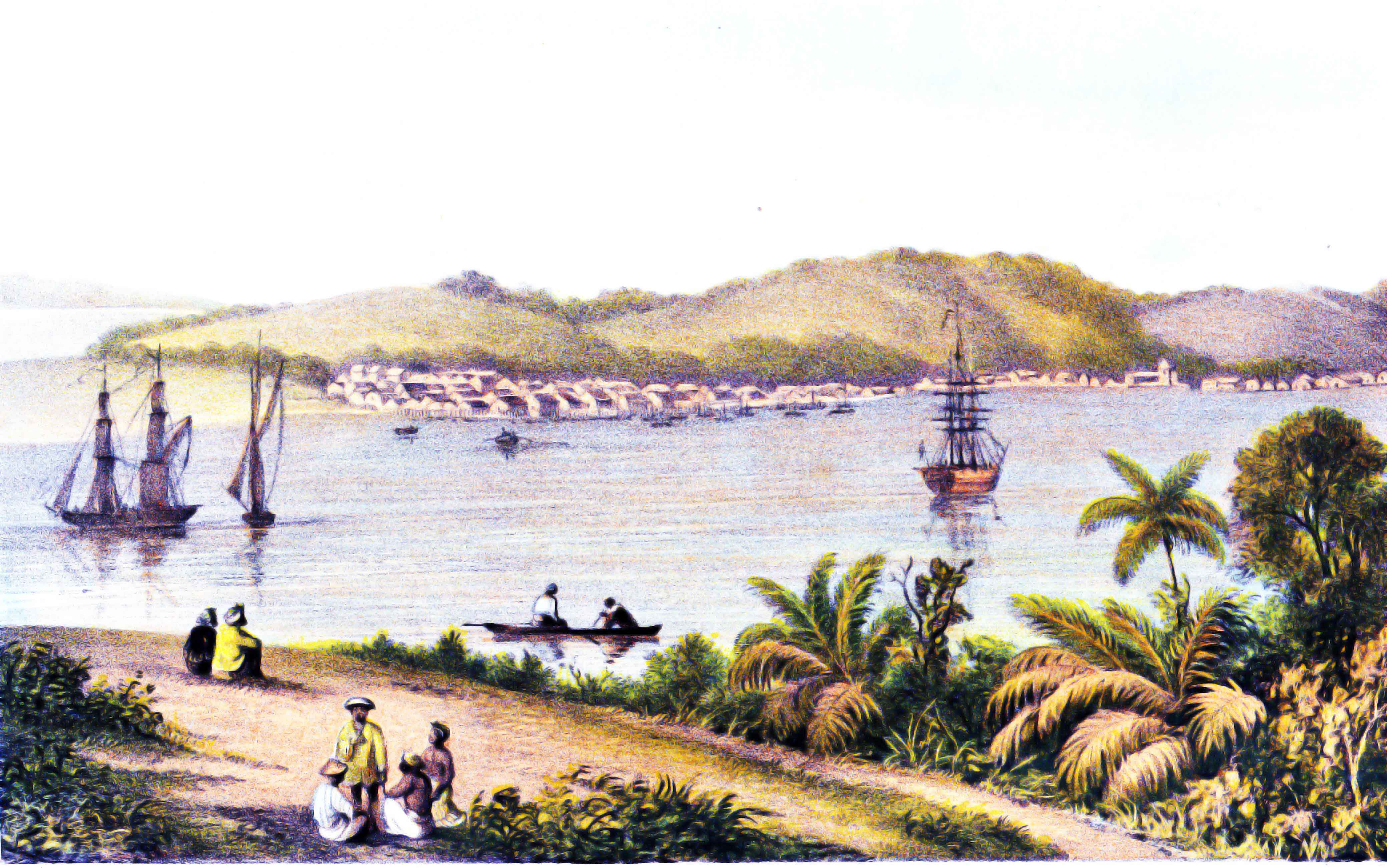
Tandjoengpinang nel 1859

A Riau, gli olandesi e Yang Dipertuan Muda avevano intronato lo zio di Mahmud IV, il sultano Badrul Alam Syah II come quarto sultano di Riau (1857–1883). Questi era assistito da Yang Dipertuan Muda IX Raja Haji Abdullah (1857–1858). Durante il suo regno, Daik riscoprì una prosperità senza precedenti. Il sultano migliorò l'economia locale incoraggiando la coltivazione di oppio e riso, organizzando anche la creazione di una flotta mercantile. Introdusse anche il sago dalle Molucche, che egli credeva fosse migliore del riso per sfamare la popolazione, dal momento che in particolare quest'ultima fonte di cibo poteva essere raccolta una volta sola all'anno. Daik divenne quindi un porto per il traffico regionale delle merci, attraendo commercianti dalla Cina, da Celebes, dal Borneo, dalla penisola malese, da Sumatra, da Pagaruyung, da Giava, da Siak e da Pahang.
Questo portò gli olandesi, per contro, a temere di perdere il controllo sul sultanato che stava divenendo sempre più economicamente indipendente da loro. Per questo gli olandesi decisero di nominare un residente coloniale di stanza a Tanjung Buton, un porto nei pressi dell'isola di Mepar, a 6 chilometri dal centro amministrativo di Riau.

### La nascita del nazionalismo

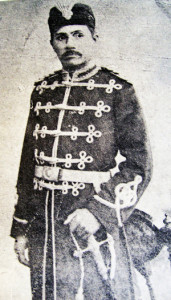
Ali Kelana, principe ereditario di Lingga-Riau, uno dei padri fondatori del Roesidijah Club Riouw, la prima organizzazione moderna delle Indie orientali olandesi (foto del 1899)

La globalizzazione del XIX secolo aprì nuove opportunità al sultanato di Lingga-Riau. La vicinanza con la città cosmopolita di Singapore, ad appena 65 chilometri dalle coste di Riau, stimolò il clima politico nel regno, dando a Riau l'opportunità di familiarizzare con le idee del Medioriente. L'apertura del canale di Suez significò che il viaggio dalla Mecca, passando per Porto Said, in Egitto, e poi a Singapore, non sarebbe durato più di una notte; per questo queste città divennero i principali porti prescritti per l'annuale pellegrinaggio Hajj.
Ispirato dai progressi della cultura mediorientale ed influenzato dalla fratellanza panislamica, l'intelligenzia del regno di Riau andò costituendo il Roesidijah (Club) Riouw nel 1895. L'associazione nacque come circolo letterario per diffondere idee religiose, culturali e intellettuali nel sultanato, ma col tempo divenne sempre più un'organizzazione politica e un luogo ove l'insofferenza contro il governo olandese si faceva sentire nelle menti delle classi aristocratiche locali.
In quest'era si diffuse particolarmente il sentimento d'amore per la watan (la patria) e verso il suolo natio, visto come luogo generante la vita. Per riuscire a mantenere stabilmente la watan, la terra doveva essere indipendente e sovrana nella mentalità dei nazionalisti indonesiani, muovendo quindi direttamente contro il sultanato olandese. La penetrazione occidentale, inoltre, era vista come una minaccia alla cultura islamica locale.
Con la fine del XX secolo, l'associazione divenne un vero e proprio strumento politico contro il crescente potere coloniale, col raja Muhammad Thahir ed il raja Ali Kelana come spine dorsali dell'organizzazione. Missioni diplomatiche vennero inviate nell'Impero ottomano nel 1883, nel 1895 e nel 1905 per assicurare la liberazione del regno da parte del raja Ali Kelana, accompagnato dallo sceicco Wan Ahmad Fatani. L'ufficio coloniale olandese di Tanjung Pinang etichettò l'organizzazione come un versetpartai (partito di sinistra), sottovalutandone almeno inizialmente l'influenza e l'impatto sui locali.

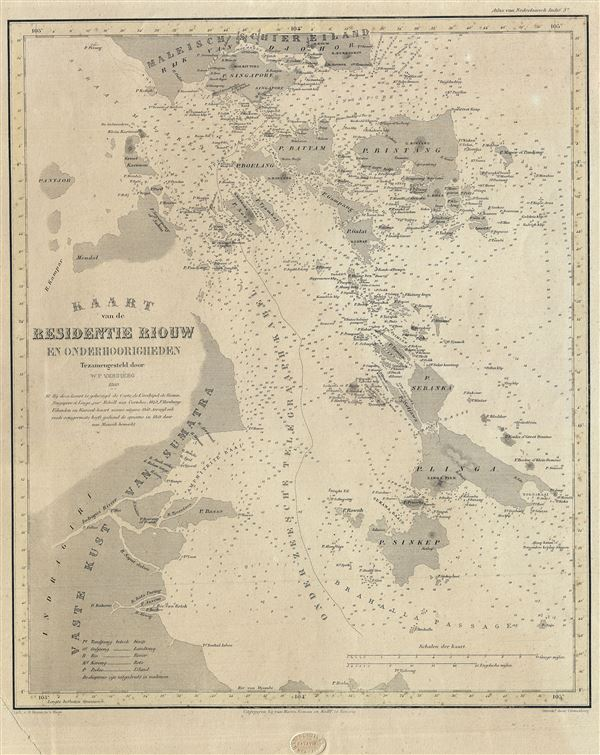
Una mappa olandese della Residentie Riouw en Onderhoorigheden (residenza di Riau e dipendenze) del 1860.

Il movimento fu la prima forma di nazionalismo malese. La nonviolenza e la resistenza passiva furono le misure adottate dall'associazione. Il principale metodo utilizzato era il boicottaggio come ad esempio il rifiuto di innalzare la bandiera olandese, fatto che trovò contro il consigliere per gli affari dei nativi del governo di Batavia, Christiaan Snouck Hurgronje. Questi fu il primo a preoccuparsi seriamente del crescere dell'organizzazione e per questo, il 7 maggio 1904, decise di scrivere al Consiglio delle Indie orientali olandesi chiedendo la soppressione dell'associazione e della relativa resistenza nel sultanato. Hurgronje giustificò tale necessità con una serie di argomenti tra i quali atti di esplicita sovversione al governo olandese, con palese appoggio del sultano locale.
Il 9 agosto 1904, rispondendo alla lettera di Hurgronje, il Consiglio delle Indie orientali olandesi decise di supportare l'idea del consigliere e di autorizzare azioni contro l'associazione nazionalista, pur ad ogni modo avendo cura di sentire prima il consenso dell'élite locale per evitare una sollevazione contraria.

### La dissoluzione dello stato

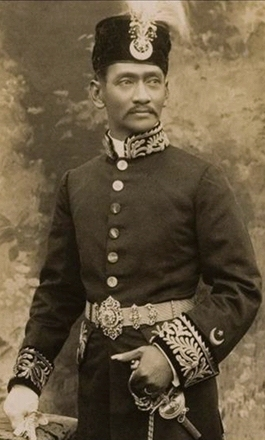
L'ultimo sultano di Lingga-Riau, Abdul Rahman II. Questi venne costretto a vivere in esilio dopo il suo rifiuto di firmare un accordo con gli olandesi che erano intenzionati a limitarne i poteri.

Il 18 maggio 1905, gli olandesi chiesero un nuovo accordo al sultano locale, limitando ulteriormente i suoi poteri, richiedendo l'innalzamento della bandiera olandese "più in alto rispetto alla bandiera di Riau" e specificando che agli olandesi sarebbero spettati gli onori più grandi. L'accordo prevedeva inoltre che il sultanato di Lingga-Riau fosse da ritenersi un mero achazat (prestito) da parte del governo olandese alla monarchia locale. L'accordo venne reso necessario dalle autorità olandesi per il fatto che il sultano Abdul Rahman II (1885–1911) era stato nominato senza il consenso degli olandesi e per il fatto che egli si era più volte detto chiaramente contrario al governo coloniale dei Paesi Bassi.
Gli olandesi insistettero affinché il sultano firmasse l'accordo, ma dopo essersi consultato con altri membri dell'élite locale, questi rifiutò e decise di intervenire militarmente nel confronto. Durante una visita del residente olandese a Penyengat, il sultano, di sua iniziativa e senza l'approvazione degli olandesi, convocò i governatori di Reteh, Gaung e Mandah, mettendo in minoranza il residente. Gli affiliati del Roesidijah Klub, in gran parte membri della classe amministrativa del paese, furono in grado di schierare anche Abdul Rahman contro gli olandesi.

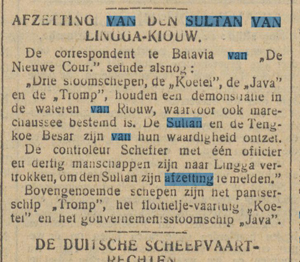
La dissoluzioen del sultanato riportata dal Nieuwe Rotterdamsche Courant di Rotterdam, il 19 febbraio 1911.

La decisione del sultano venne deplorata dal residente olandese, G.F Bruijn Kops il quale dichiarò "hanno spinto il sultano a ribellarsi (contro gli olandesi) e pertanto la vendetta (degli olandesi) sarà inevitabile".
La mattina dell'11 febbraio 1911, quando il sultano e gli ufficiali di corte si trovavano a Daik per assistere al Mandi Safar (un bagno purificatore rituale), una serie di navi provenienti da Giava, Tromp e Koetai ancorarono al porto dell'isola di Penyengat e sbarcarono centinaia di soldati per porre sotto assedio la corte. A questi fece seguito l'arrivo dell'ufficiale olandese K. M. Voematra da Tanjung Pinang per annunciare l'avvenuta deposizione di Abdul Rahman II. Dopo la lettura della deposizione del sovrano, l'ufficiale olandese si rivolse la principe ereditario ed agli altri membri della corte definendoli "individui animosi contro il governo di Sua Eccellenza [il governatore dei Paesi Bassi]", e quindi inadatti per un'eventuale successione.
Gli olandesi quindi presero possesso delle regalie dell'incoronazione, ma per impedire ciò alcuni membri della corte razziarono personalmente gli edifici del palazzo. Si ebbe quindi un esodo di massa di civili e ufficiali verso Johor e Singapore. Per evitare lo scoppio di violenze e la morte di civili innocenti a Pulau Penyengat, il sultano ed i suoi ufficiali decisero di non combattere le truppe olandesi. Il sultano e la Tengku Ampuan (la regina) lasciarono Pulau Penyengat e salparono alla volta di Singapore sul vascello reale Sri Daik, mentre il principe ereditario raja Ali Kelana, Khalid Hitam ed i rappresentanti del movimento nazionalista li seguirono alcuni giorni dopo. Il deposto Abdul Rahman II venne costretto a vivere in esilio a Singapore.

### Conseguenze

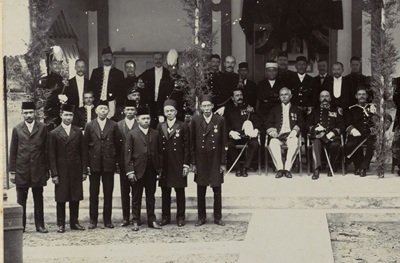
Il Datuk Kaya o governatori locali del Poelau Toedjoeh (arcipelago di Tudjuh) con G. F. Bruijn Kops, residente olandese a Riau. Fotografia scattata a Tanjung Pinang alcune settimane dopo l'abdicazione del sultano (1911).

Gli olandesi annetterono ufficialmente il sultanato per impedire future pretese della monarchia locale. Il Rechtreek bestuur (governo diretto) olandese sull'arcipelago di Riau ebbe inizio nel 1913, e la provincia venne amministrata dalla residenza di Riau e dipendenze. La residenza olandese comprendeva anche Tanjung Pinang, Lingga, Riau e Indragiri, mentre l'arcipelago di Tudjuh era amministrato separatamente.
Il sultano si appellò all'amministrazione inglese di Singapore per ottenere aiuto, ma se gli venne fornito asilo, non gli venne invece dato l'appoggio che richiedeva. Venne inviata una missione diplomatica presso l'impero del Giappone da raja Khalid Hitam nel 1911 e presso l'impero ottomano da raja Ali Kelana nel 1913 per chiedere la restaurazione del sultanato. Il sultano si disse disposto anche ad abdicare in favore di suo figlio, Tengku Besar, ma tutte queste iniziative diplomatiche si conclusero in un nulla di fatto. Il sultano morì a Singapore nel 1930.

### Tentativi di restaurazione ed ilDewan Riow
Quando scoppiò la seconda guerra mondiale, gli olandesi inizialmente sembravano riluttanti a difendere i loro territori nelle Indie orientali. Questo permise agli inglesi di considerare la creazione di uno stato cuscinetto a Riau. Tale ipotesi venne quindi discussa con Tengku Omar e Tengku Besar, discendenti entrambi dell'ultimo sultano che si trovavano a Terengganu. Ad ogni modo, quando la guerra si spostò anche nell'Asia sudorientale, gli olandesi si allearono con gli inglesi per un piano difensivo dell'area che fece decadere l'idea.
7

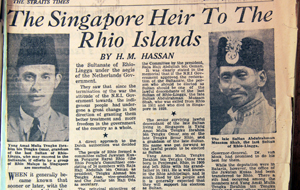
Lo The Straits Times dell'11 dicembre 1947 sulla fondazione del Riouw Raad con Tengku Ibrahim (a sinistra) quale sovrano da incoronare se il sultanato fosse stato ripristinato. A destra suo nonno, l'ultimo sultano Abdul Rahman II.

Nel proseguire della guerra e nella lotta contro il govern olandese, diverse associazioni in esilio riunite unitamente sotto il nome di Gerakan Kesultanan Riau (Movimento per il sultanato di Riau) iniziarono a formarsi a Singapore, pianificando la restaurazione del sultanato soppresso. Alcuni gruppi erano già presenti all'epoca della dissoluzione dello stato, mentre altri si erano formati da poco. Dalle ceneri della politica incerta e dalla fragilità delle Indie orientali olandesi durante la seconda guerra mondiale, la fazione realista nota come Persatoean Melayu Riouw Sedjati (PMRS) (Associazione per i malesi indigeni di Riau) chiese a gran voce la restaurazione del sultanato di Lingga-Riau. Il consiglio dell'associazione era composto da ricchi émigrés malesi di Riau e da mercanti cinesi che speravano di riottenere le concessioni di sfruttamento per le miniere di stagno della regione L'associazione, inizialmente fondata a Singapore, si spostò poi a Tanjung Pinang, a Riau, con l'approvazione degli amministratori olandesi. Di base a Tanjung Pinang, il gruppo cercò di ottenere il consenso dagli olandesi per un autogoverno con la fondazione del Dewan Riouw ("consiglio di Riau") come legislatura unicamerale per Riau, una posizione equivalente ad un parlamento locale.
Dopo essersi stabilito a Tanjung Pinang, il gruppo formò una nuova organizzazione nota col nome di Djawatan Koewasa Pengoeroes Rakjat Riow (Consiglio dell'amministrazione del popolo di Riau), composto dalle rappresentanze della popolazione dell'arcipelago di Tudjuh, di Gran Karimun, delle isole di Lingga e di Singkep. Questo gruppo era tutto intenzionato a restaurare il sultanato di Lingga-Riau. Il presidente del consiglio, il raja Abdullah, credeva fermamente che con la restaurazione della monarchia si sarebbe salvaguardata anche la sicurezza della città e delle isole stesse.

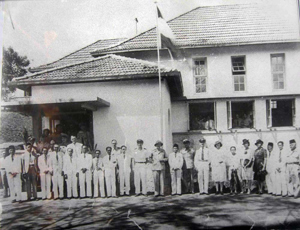
Il Riouw Raad davanti alla sua sede con Encik Mohamad Apan (al centro, con indossi il peci) come presidente temporaneo del consiglio, con altri membri del Riouw Raad durante la nomina del residente provinciale il 4 agosto 1947.

L'associazione monarchica incontrò ad ogni modo la resistenza del gruppo dei repubblicani guidato dal dottor Iljas Datuk Batuah che inviò dei delegati a Singapore per fare della contropropaganda ai sostenitori del sultanato. Iljas si guadagnò la fiducia dei non malesi a Riau, inclusi i popoli minang, giavanese, palembang e batak. Formò quindi un gruppo che prese il nome di Badan Kedaulatan Indonesia Riouw (BKRI) (Corpo sovrano per Riau indonesiana) l'8 ottobre 1945. L'organizzazione era intenzionata a far assorbire anche l'arcipelago di Riau nella nuova Indonesia indipendente che si progettava di costituire, strappandola così una volta per tutte al dominio olandese. Il BKRI sperava che la nuova amministrazione sotto il governo di Sukarno avrebbe concesso maggiori possibilità di autonomia ad un governo locale.
I realisti non appoggiarono mai pubblicamente il movimento indipendentista repubblicano e anzi si rifiutarono di esporre la bandiera repubblicana indonesiana durante il giorno della proclamazione dell'indipendenza del paese il 17 agosto 1947 a Singapore. Questo portò i repubblicani a definire i monarchici come "pro-olandesi".

La bandiera della Federasi Bangka Belitung dan Riau (Federazione di Bangka Belitung e Riau), un territorio autonomo sotto il governo olandese all'interno degli Stati Uniti d'Indonesia sino al 1950.

Gli olandesi contrastarono le pretese del BKRI concedendo il governo autonomo al Consiglio di Riau, con l'intento secondario di restaurare il sultanato. Il consiglio, costituito per decreto del governatore generale delle Indie orientali olandesi il 12 luglio 1947, venne inaugurato nella sua prima sessione il 4 agosto di quello stesso anno e fu una delle principali conquiste del movimento monarchico indonesiano. Molti membri chiave del PMRS vennero eletti nel consiglio di Riau oltre ad alcuni membri del BKRI all'opposizione, ai capitani cinesi di Tanjung Pinang e Pulau Tujuh, ai capi malesi di Lingga e ad alcuni ufficiali olandesi di Tanjung Pinang. Il 23 gennaio 1948, gli stati del consiglio di Bangka, del consiglio di Belitung e di quello di Riau si costituirono a formare la Federazione Bangka Belitung e Riau.
La richiesta di ripristinare il sultanato tornò a farsi sentiere durante tutto il periodo in cui fu attivo il consiglio di Riau, sebbene l'influenza dei repubblicani crescesse progressivamente. Quando venne disciolta la federazione Bangka Belitung e Riau il 4 aprile 1950, dopo il ritiro ufficiale delle truppe olandesi in quello stesso anno, l'arcipelago di Riau divenne sede della residenza di Riau come provincia degli Stati Uniti d'Indonesia. Essendo stato uno degli ultimi territori ad aderire all'Indonesia, Riau divenne nota come daerah-daerah pulihan (le regioni recuperate), e l'area di Riau venne ufficializzata come provincia nell'agosto del 1957.

## Il governo

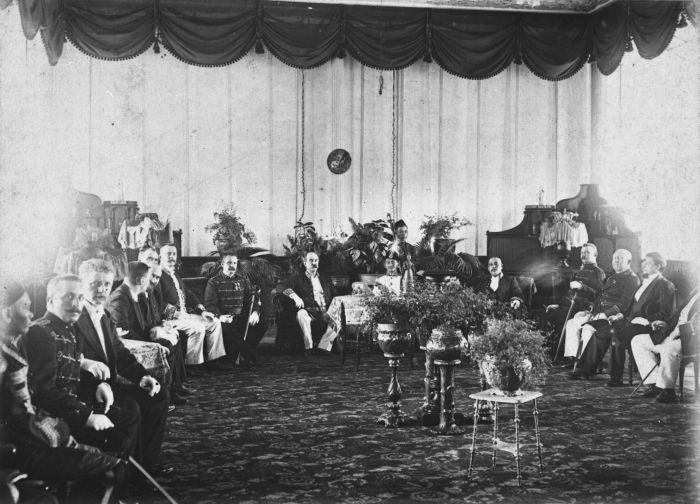
Il residente olandese col sultano (c.1890-1910)

Il governo del sultanato di Lingga-Riau era suddiviso tra due figure fondamentali nella politica locale. Il primo di essi era il sultano, malese di origine, riconosciuto come capo di Stato, ed il secondo era il suo viceré (o visir) detto Dipertuan Muda/Yamtuan Muda, posizione ricoperta da un membro dell'élite locale che aveva il compito di capo del governo. Il sultano aveva il proprio palazzo a Penyengat Inderasakti mentre lo Yang Dipertuan Muda risiedeva a Daik, a Lingga. Il sultano dominava su Lingga e sulle sue dipendenze, mentre il Bugis Yang Dipertuan Muda controllava Riau (comprese Bintan, Penyengat e le isole circostanti), senza che l'uno potesse prevalere sull'altro.
La terza figura di governo che si inserì con il governo coloniale olandese, fu quella del residente che operava nel territorio del sultanato per conto della Compagnia olandese delle Indie orientali. Per quanto il sultano fosse de jure all'apice del sistema monarchico locale, questi era de facto sottoposto all'autorità del residente olandese che aveva sede a Tanjung Pinang. Tutte le questioni di ordine interno e di amministrazione, inclusa la nomina ufficiale del sultano e del suo Yang Dipertuan Muda, dovevano essere messe a conoscenza e talvolta ricevere l'approvazione del residente olandese in loco.

## Sovrani di Lingga-Riau

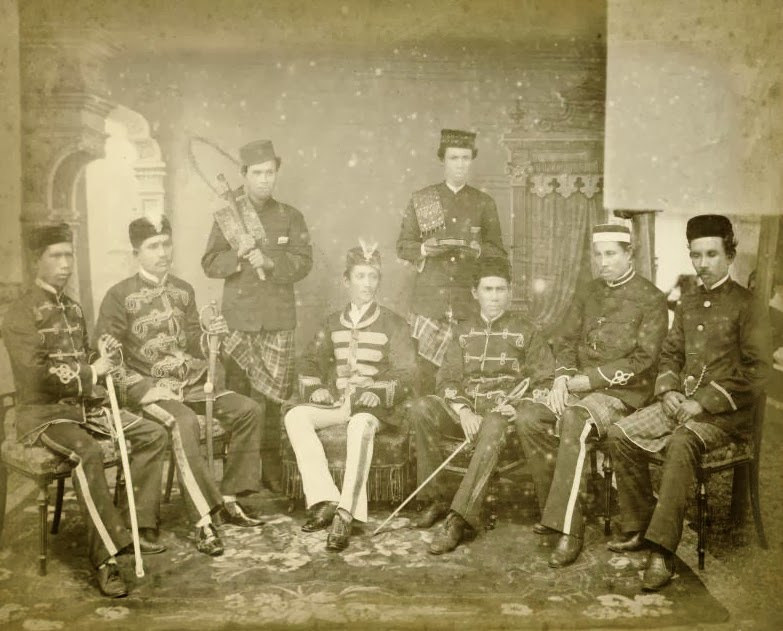
Abdul Rahman II con altri regnanti (c. 1880)

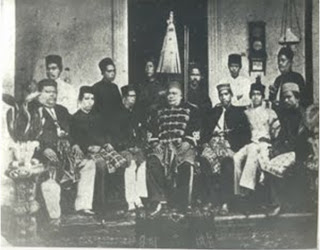
Muhammad Yusof, il X Yang Dipertuan Muda di Riau-Lingga (foto della seconda metà dell'Ottocento)

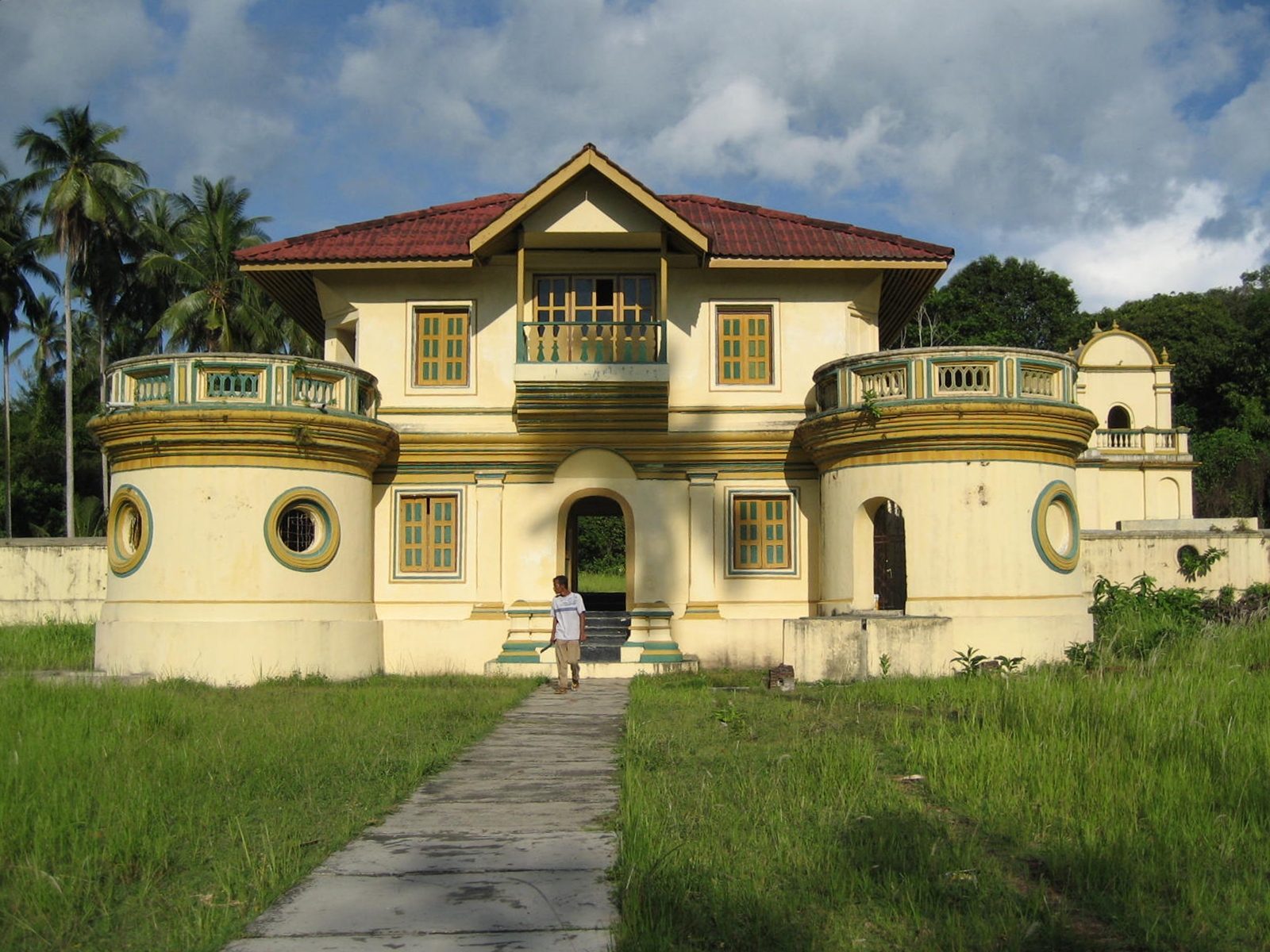
I resti dell'Istana Kantor, costruito nel 1844; fu il primo complesso residenziale costruito dalla dinastia degli Yang Dipertuan Muda.

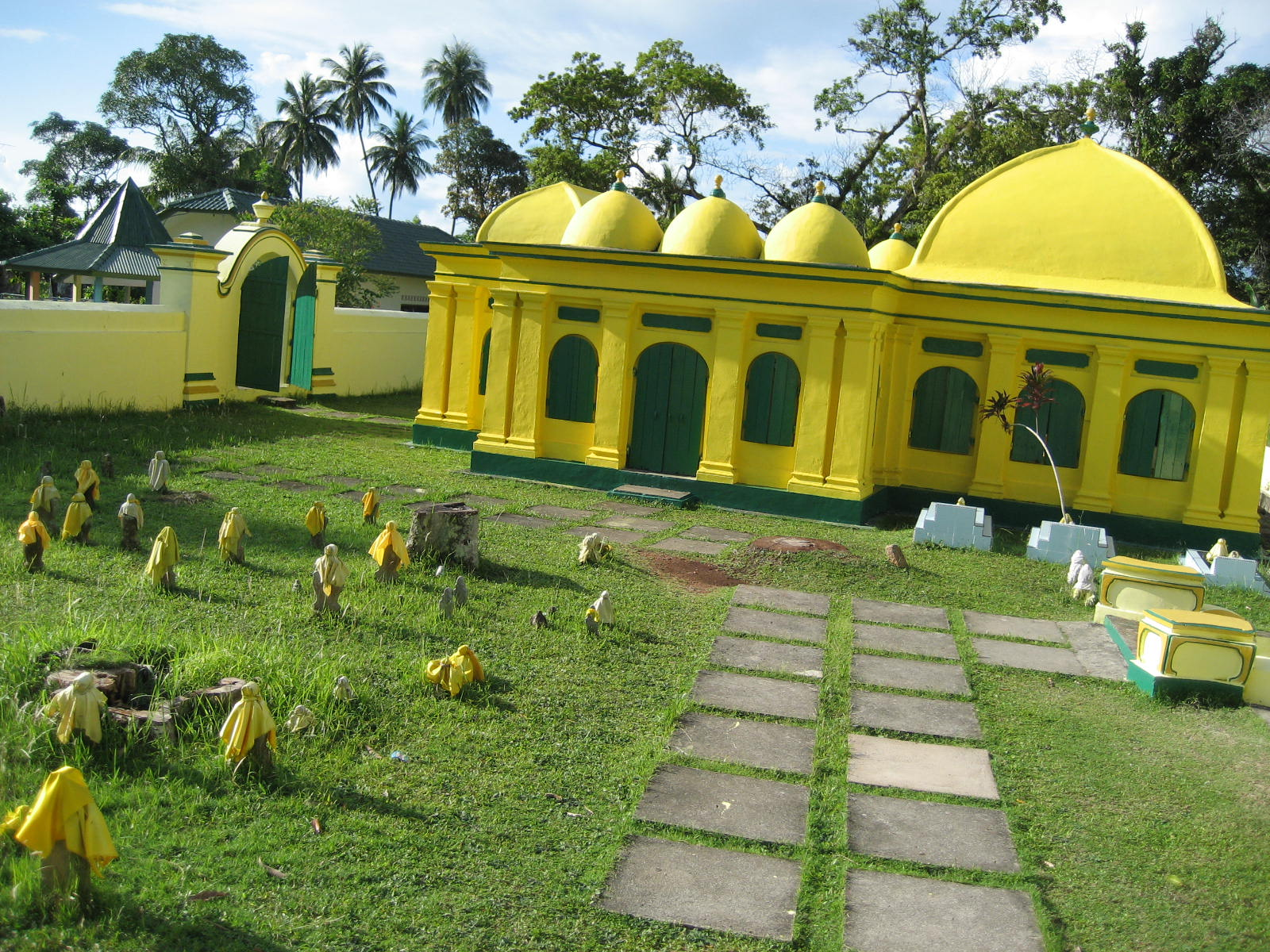
Il mausoleo reale di Penyengat Inderasakti

### Sultani di Riau
| Sultani di Johor-Riau                | Regno     |
| ------------------------------------ | --------- |
| Dinastia di Malacca-Johor            |           |
| Alauddin Riayat Shah II              | 1528–1564 |
| Muzaffar Shah II                     | 1564–1570 |
| Abdul Jalil Shah I                   | 1570–1571 |
| Ali Jalla Abdul Jalil Shah II        | 1571–1597 |
| Alauddin Riayat Shah III             | 1597–1615 |
| Abdullah Ma'ayat Shah                | 1615–1623 |
| Abdul Jalil Shah III                 | 1623–1677 |
| Ibrahim Shah                         | 1677–1685 |
| Mahmud Shah II                       | 1685–1699 |
| Dinastia di Bendahara                |           |
| Abdul Jalil Shah IV                  | 1699–1720 |
| Dinastia di Malacca-Johor            |           |
| Abdul Jalil Rahmat Shah (Raja Kecil) | 1718–1722 |
| Dinastia di Bendahara                |           |
| Sulaiman Badrul Alam Shah            | 1722–1760 |
| Abdul Jalil Muazzam Shah             | 1760–1761 |
| Ahmad Riayat Shah                    | 1761–1761 |
| Mahmud Shah III                      | 1761–1812 |
| Abdul Rahman Muazzam Shah            | 1812–1832 |
| Muhammad II Muazzam Shah             | 1832–1842 |
| Mahmud IV Muzaffar Shah              | 1842–1857 |
| Sulaiman Badrul Alam Shah II         | 1857–1883 |
| dinastia di Yang Dipertuan Muda      |           |
| Abdul Rahman II Muazzam Shah         | 1883–1911 |

### Yang di-Pertuan Muda di Riau
| Yang di-Pertuan Muda di Riau | Periodo d'incarico |
| ---------------------------- | ------------------ |
| Daeng Marewah                | 1722–1728          |
| Daeng Chelak                 | 1728–1745          |
| Daeng Kemboja                | 1745–1777          |
| Raja Haji                    | 1777–1784          |
| Raja Ali                     | 1784–1805          |
| Raja Ja'afar                 | 1805–1831          |
| Raja Abdul Rahman            | 1831–1844          |
| Raja Ali bin Raja Jaafar     | 1844–1857          |
| Raja Haji Abdullah           | 1857–1858          |
| Raja Muhammad Yusuf          | 1858–1899          |

## Relazioni estere e commercio

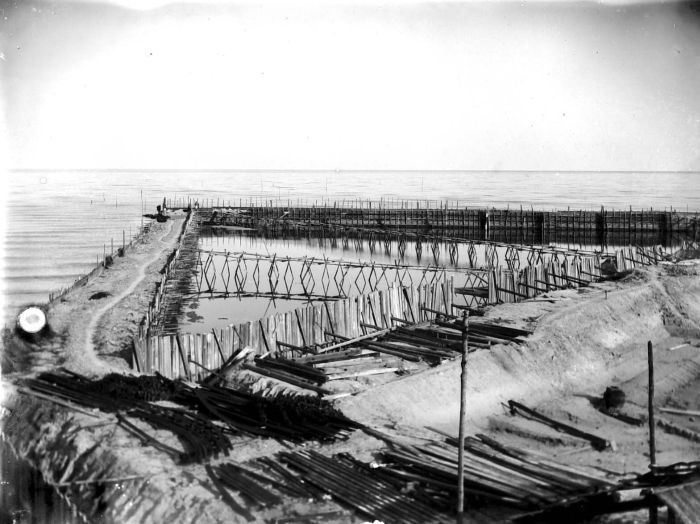
Una miniera di stagno appartenente al sultano presso Singkep.

Due erano le fonti economiche e commerciali su cui si basava la forza del sultanato di Lingga-Riau, le spezie (in particolare il pepe nero) e lo stagno. Gli olandesi monopolizzarono il sistema commerciale nell'arcipelago di Riau già prima della partizione del 1824, e presero definitivamente il controllo della regione dopo l'accordo con il sultanato di Johor.

### Gli olandesi
Una delle battaglie principali durante le guerre Riau-olandesi fu quella tra il raja Haji e la milizia coloniale olandese. La lotta contro gli olandesi, guidata dal raja Haji a Tanjung Pinang, riuscì ad impedire l'avanzata delle forze olandesi su Malacca. Nel giugno del 1784, raja Haji venne ucciso a Teluk Ketapang e dopo la sua morte, nel novembre di quello stesso anno, gli olandesi strinsero un accordo con il sultano Mahmud Syah di Johor. L'accordo conteneva quattordici clausole che risultarono poi dannose al sultanato. Gli olandesi, dal canto loro, ottennero diversi avamposti commerciali come quello importante di Tanjung Pinang; ottennero inoltre la possibilità di consentire o meno il passaggio delle navi dalla regione e si riservarono l'esclusiva commerciale delle spezie e di altri beni di pregio.

### Gli inglesi
La predominanza degli olandesi iniziò a vacillare con la bancarotta della Compagnia olandese delle Indie orientali nel 1799. L'influenza degli inglesi iniziò quindi a sostituire quella olandese nella regione. Al contrario degli olandesi, gli inglesi seguirono un appoggio più moderato nei confronti sia del sultanato di Johor che del dominio di Riau. Oltre a controllare Malacca nel 1795, gli inglesi riconobbero il sultanato di Johor-Riau come stato sovrano. Gli inglesi ottennero numerosi vantaggi commerciali con Riau. Questi legami commerciali, iniziati quando la dominazione olandese era ancora presente, erano inizialmente segreti ma divennero poi palesi.

### Gli ottomani

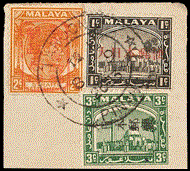
Francobolli giapponesi stampati a Tandjoengpinang, Riau, nel 1943. Il territorio venne occupato dall'impero del Giappone durante la seconda guerra mondiale ed incorporato alla Malesia già occupata.

Con il crescere della fratellanza islamica sul finire del XVIII secolo, il sultanato di Riau-Lingga guardò all'impero ottomano come al proprio protettore principale contro le potenze coloniali non musulmane. Agli occhi della corte, gli ottomani erano una fonte d'ispirazione e un bilanciamento del potere tra e potenze occidentali ed il mondo islamico. La guerra di Crimea combattuta dagli ottomani era vista come una lotta per il "potere musulmano" contro gli "stranieri", cristiani, a cui corrispondeva per certi versi la risposta armata agli olandesi mossa da Riau-Lingga.
L'acquisizione da parte del sultanato di Aceh di stato vassallo degli ottomani, offrì al sultanato di Lingga-Riau un precedente fondamentale nel deterioramento delle relazioni con gli olandesi. A corte si discuteva se proporre anche per Lingga-Riau una medesima soluzione ponendosi sotto la protezione degli ottomani; del fatto venne interessato il console generale ottomano a Batavia nel 1897-1899, Muhammad Kamil Bey. Una missione diplomatica venne intrapresa nell'ottobre del 1904 con a capo il raja Ali Kelana ma, con l'indebolirsi interno dell'impero ottomano, la causa di Riau non colse l'interesse degli ottomani.

### I giapponesi
L'ascesa del Giappone come superpotenza globale nel corso del XIX secolo rappresentò una speranza per il popolo Riau. Dopo le forzate dimissioni del sultano nel 1911, gli ufficiali di Riau iniziarono a cercare aiuti esterni per restaurare il sultanato (come parte del movimento pan-asiatico contro gli europei). Nell'ottobre del 1912, venne inviata in Giappone una lettera nella quale si chiedeva l'aiuto dell'imperatore giapponese con un sostegno armato. Il deposto sultano Abdul Rahman promise, in caso di restaurazione della monarchia, che sarebbe divenuto vassallo dell'imperatore del Giappone. Raja Khalid Hitam venne delegato a guida della missione diplomatica per questo scopo. Al suo arrivo a Tokyo, risiedette temporaneamente con Encik Ahmad, un professore universitario di origini malesi che lavorava per la Scuola di Lingue Estere della capitale giapponese. Questa missione, ad ogni modo, non ebbe il successo sperato e venne ripetuta nel giugno del 1914, per fallire ancora una volta. La salute dello stesso raja Khalid Hitam si stava deteriorando e morì in Giappone dopo un breve periodo in ospedale.